# Jan Marin
Jan Alojzy Marin (ur. 19 października 1812 w Starej Soli – zm. 10 lipca 1873 w Brzozowie) — prawnik, działacz niepodległościowy, dzierżawca dóbr i poseł na Sejm Ustawodawczy w Kromieryżu.

## Życiorys
Dzieciństwo spędził w Huczku w pow. drobromilskim. W l. 1834-1838 odbył studia na wydziale prawniczym uniw. we Lwowie, zakończone uzyskaniem tytułu doktora praw (1838). Podjął pracę jako radca prawny – dependent u adwokata Franciszka Leszczyńskiego we Lwowie.
Od czasów studiów związany z polską konspiracją niepodległościową. Najpierw był członkiem Związku Bezimiennego, od 1834 Węglarstwa a od sierpnia 1835 – Stowarzyszenia Ludu Polskiego. W tym ostatnim należał do kierującego organizacją lwowską Zboru Obwodowego, z ramienia którego kierował akcją agitacyjną wśród kleryków lwowskich seminariów duchownych. Od 1836 członek lwowskiego Zboru Ziemskiego. Aresztowany przez policję 17 września 1841 i trzymany w śledztwie do 1845 kiedy sąd skazał go za zdradę stanu na karę śmierci. Ułaskawiony przez cesarza który zamienił mu karę na 12 a następnie na 5 lat więzienia. Karę odbywał w twierdzy Špilberk w Brnie na Morawach. Wkrótce jednak wyszedł na wolność. W 1846 czasowo aresztowany za udział w powstaniu galicyjskim. Aktywny politycznie w okresie Wiosny Ludów. Poseł do Sejmu Konstytucyjnego w Wiedniu i Kromieryżu (10 lipca 1848 – 7 marca 1849), wybrany 19 czerwca 1848 w galicyjskim okręgu wyborczym Dynów. W parlamencie należał do „Stowarzyszenia” skupiającego demokratycznych posłów polskich. Należał wówczas do współpracowników Franciszka Smolki, m.in. wypowiedział się za wnioskiem. by uchwały ustawodawcze sejmu nie wymagały sankcji cesarskiej.
Od 1846 do 1870 dzierżawca majątku Łubno oraz Dąbrówka Starzeńska koło Dynowa. Od 1860 członek Galicyjskiego Towarzystwa Gospodarskiego we Lwowie. Od 1862 rzeczoznawca d.s majątków ziemskich Sądu Okręgowego w Przemyślu. Po zlicytowaniu dóbr Łubna przeniósł się do Brzozowa. Pracował jako sekretarz Rady Powiatowej w Brzozowie, był także członkiem powiatowej komisji szacunkowej podatku gruntowego.
Pochowany na cmentarzu w Brzozowie.

## Rodzina i życie prywatne
Był synem Jana mistrza salinarnego i francuskiego emigranta z okresu Wielkiej Rewolucji i Alojzy z domu  Blaschke. W 1868 ożenił się z Anielą z Nowakowskich (1840-1925) – 1-voto Kapiszewską. Miał z nią syna Stanisława Jakuba (1870-1948), właściciela księgarni i burmistrza miasta Brzozowa (1905-1925).